# Tetracanthagyna
Tetracanthagyna là một chi chuồn chuồn châu Á trong họ Aeshnidae.
T. plagiata là loài chuồn chuồn lớn nhất thế giới tính theo sải cánh và con cái loài này có lẽ là loài chuồn chuồn nặng nhất còn sống. 
Chi này chứa các loài sau: 
- Tetracanthagyna bakeri Campion in Laidaw, 1928
- Tetracanthagyna brunnea McLachlan, 1898
- Tetracanthagyna degorsi Martin, 1895
- Tetracanthagyna plagiata (Waterhouse, 1877)
- Tetracanthagyna waterhousei McLachlan, 1898